# پیریتانی‌ها
پیریتانی‌ها (به یونانی: πρυτάνεις؛ خوانش: prytanis) مدیران بوله در آتن باستان بودند.